# کونستانس جینز
کونستانس جینز (انگلیسی: Constance Jeans; ۲۳ آوریل ۱۸۹۹ – ۳۱ مارس ۱۹۸۴) شناگر اهل بریتانیا بود.
وی در مسابقات کشوری و بین‌المللی در مجموع برندهٔ ۲ مدال نقره شده‌است.